# Шантаровац
Шантаровац је насељено место града Јагодине у Поморавском округу. Према попису из 2011. било је 390 становника, док је на попису из 2022. године село имало 310 становника.
Овде се налазе Запис орах код извора (Шантаровац) и Запис багрем код извора (Шантаровац).

## Историја
До Другог српског устанка Шантаровац (тада Шанторовац) се налазио у саставу Османског царства. Након Другог српског устанка Шантаровац улази у састав Кнежевине Србије и административно је припадао Јагодинској нахији и Левачкој кнежини све до 1834. године када је Србија подељена на сердарства. На попису из 1900. године село је припадало бунарској општини и имало 126 домаћинстава. На попису из 1921. године Шантаровац има своју општину, као и на попису из 1931. године.

## Демографија
У насељу Шантаровац живи 392 пунолетна становника, а просечна старост становништва износи 47,9 година (44,8 код мушкараца и 50,9 код жена). У насељу има 157 домаћинстава, а просечан број чланова по домаћинству је 2,89.
Ово насеље је великим делом насељено Србима (према попису из 2002. године), а у последња три пописа, примећен је пад у броју становника.
|  |

| Демографија | Демографија | Демографија |
| Година      | Становника  | Становника  |
| ----------- | ----------- | ----------- |
| 1900.       | 818         |             |
| 1948.       | 924         |             |
| 1953.       | 894         |             |
| 1961.       | 843         |             |
| 1971.       | 712         |             |
| 1981.       | 616         |             |
| 1991.       | 531         | 528         |
| 2002.       | 453         | 457         |
| 2011.       | 390         |             |
| 2022.       | 310         |             |

| Етнички састав према попису из 2002.‍ | Етнички састав према попису из 2002.‍ | Етнички састав према попису из 2002.‍ | Етнички састав према попису из 2002.‍ | Етнички састав према попису из 2002.‍ |
| ------------------------------------ | ------------------------------------ | ------------------------------------ | ------------------------------------ | ------------------------------------ |
|                                      |                                      |                                      |                                      |                                      |
| Срби                                 | Срби                                 |                                      | 449                                  | 99,11%                               |
| Црногорци                            | Црногорци                            |                                      | 1                                    | 0,22%                                |
| Хрвати                               | Хрвати                               |                                      | 1                                    | 0,22%                                |
| Македонци                            | Македонци                            |                                      | 1                                    | 0,22%                                |
| Југословени                          | Југословени                          |                                      | 1                                    | 0,22%                                |
| непознато                            | непознато                            |                                      | 0                                    | 0,0%                                 |

| Шантаровац у пописима Јагодинске нахије — од 1818. до 1829.                       |       |       |       |       |       |       |          |       |       |       |       |       |
| Година пописа                                                                     | 1818. | 1819. | 1820. | 1821. | 1822. | 1823. | 1824/25. | 1825. | 1826. | 1827. | 1828. | 1829. |
| Куће                                                                              | 28    | 30    | 28    | 30    | 31    | 30    | 32       | 33    | 35    | 35    | 35    | 35    |
| Пореске главе*                                                                    | -     | 29    | 28    | 34    | 35    | 35    | 38       | 35    | 33    | 35    | 35    | 33    |
| Арачке главе**                                                                    | 67    | 73    | 73    | 74    | 74    | 75    | 84       | 88    | 92    | 96    | 98    | 102   |
| *Пореске главе = Ожењени мушкарци \| ** Арачке главе = Мушкарци од 7 до 70 година |       |       |       |       |       |       |          |       |       |       |       |       |

| Година пописа     | 1948. | 1953. | 1961. | 1971. | 1981. | 1991. | 2002. |
| ----------------- | ----- | ----- | ----- | ----- | ----- | ----- | ----- |
| Број домаћинстава | 212   | 214   | 221   | 211   | 206   | 179   | 157   |

| Број чланова      | 1  | 2  | 3  | 4  | 5  | 6  | 7 | 8 | 9 | 10 и више | Просек |
| ----------------- | -- | -- | -- | -- | -- | -- | - | - | - | --------- | ------ |
| Број домаћинстава | 42 | 41 | 21 | 25 | 10 | 10 | 8 | 0 | 0 | 0         | 2,89   |

| Пол    | Укупно | Неожењен/Неудата | Ожењен/Удата | Удовац/Удовица | Разведен/Разведена | Непознато |
| ------ | ------ | ---------------- | ------------ | -------------- | ------------------ | --------- |
| Мушки  | 197    | 55               | 122          | 14             | 6                  | 0         |
| Женски | 204    | 26               | 122          | 52             | 4                  | 0         |
| УКУПНО | 401    | 81               | 244          | 66             | 10                 | 0         |

| Пол    | Укупно                    | Пољопривреда, лов и шумарство | Рибарство                            | Вађење руде и камена | Прерађивачка индустрија       |
| ------ | ------------------------- | ----------------------------- | ------------------------------------ | -------------------- | ----------------------------- |
| Мушки  | 105                       | 56                            | 0                                    | 0                    | 25                            |
| Женски | 56                        | 42                            | 0                                    | 0                    | 2                             |
| УКУПНО | 161                       | 98                            | 0                                    | 0                    | 27                            |
| Пол    | Производња и снабдевање   | Грађевинарство                | Трговина                             | Хотели и ресторани   | Саобраћај, складиштење и везе |
| Мушки  | 1                         | 7                             | 3                                    | 0                    | 7                             |
| Женски | 0                         | 1                             | 5                                    | 1                    | 1                             |
| УКУПНО | 1                         | 8                             | 8                                    | 1                    | 8                             |
| Пол    | Финансијско посредовање   | Некретнине                    | Државна управа и одбрана             | Образовање           | Здравствени и социјални рад   |
| Мушки  | 0                         | 0                             | 1                                    | 0                    | 4                             |
| Женски | 0                         | 0                             | 0                                    | 1                    | 1                             |
| УКУПНО | 0                         | 0                             | 1                                    | 1                    | 5                             |
| Пол    | Остале услужне активности | Приватна домаћинства          | Екстериторијалне организације и тела | Непознато            | Непознато                     |
| Мушки  | 0                         | 0                             | 0                                    | 1                    | 1                             |
| Женски | 0                         | 0                             | 0                                    | 2                    | 2                             |
| УКУПНО | 0                         | 0                             | 0                                    | 3                    | 3                             |